# Reed Hadley
Pour les articles homonymes, voir Hadley.
Reed Hadley est un acteur américain, né Reed Bert Herring le 25 juin 1911 à Petrolia (Texas), mort le 11 décembre 1974 à Los Angeles (Californie).

## Biographie
Sous son véritable nom de Reed Herring, il joue au théâtre à Broadway (New York) en 1936, dans Hamlet de William Shakespeare. Il y personnifie le prince Fortinbras et l'officier Bernardo, aux côtés de John Gielgud (rôle-titre), Judith Anderson, Arthur Byron, John Emery, Lillian Gish et Malcolm Keen dans les rôles principaux.
Au cinéma, sous le pseudonyme de Reed Hadley, son premier film est Hollywood Stadium Mystery (en) de David Howard (avec Neil Hamilton et Evelyn Venable), sorti en 1938. Le dernier est Brain of Blood (en) d'Al Adamson (avec Grant Williams et Kent Taylor), sorti en 1971, trois ans avant sa mort brutale — en 1974 —, d'une crise cardiaque.
Dans l'intervalle, parmi sa centaine d'autres films américains (dont de nombreux westerns), mentionnons le serial Zorro et ses légionnaires de William Witney et John English (1939, avec Edmund Cobb et Carleton Young, lui-même interprétant Zorro), le western J'ai tué Jesse James, premier film de Samuel Fuller où il est Jesse James (1949, avec Preston Foster et John Ireland), le drame Le Pacte des tueurs d'Howard W. Koch (1955, avec Broderick Crawford et Ralph Meeker), ou encore son antépénultième film — policier — L'Affaire Al Capone de Roger Corman (1967, avec Jason Robards et George Segal), où il tient le rôle d'Hymie Weiss.
Pour la télévision, Reed Hadley est narrateur (déjà dans plusieurs films auparavant) du téléfilm de court métrage Men of Crisis: The Harvey Wallinger Story de Woody Allen (1971). Mais surtout, il collabore à dix-neuf séries dès 1951, dont Racket Squad (en) (quatre-vingt-dix-huit épisodes, 1951-1953, rôle principal), The Public Defender (en) (soixante-neuf épisodes, 1954-1955, rôle principal), Rawhide (un épisode, 1959) et Perry Mason (un épisode, 1964). La dernière est Les Arpents verts, avec un épisode diffusé en 1969.
Pour sa contribution au petit écran, une étoile lui est dédiée sur le Walk of Fame d'Hollywood Boulevard.

## Théâtre (sélection)
- 1936 : Hamlet de William Shakespeare : Fortinbras / Bernardo (à Broadway)

## Filmographie

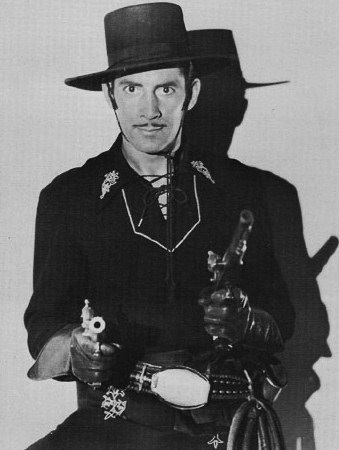
Dans Zorro et ses légionnaires (1939, photo promotionnelle)

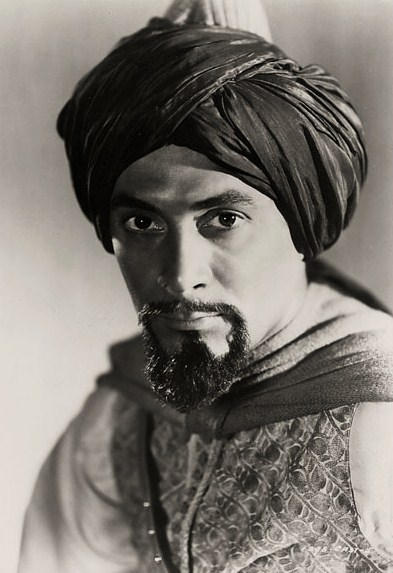
Dans Le Capitaine Marvel (1941, photo promotionnelle)

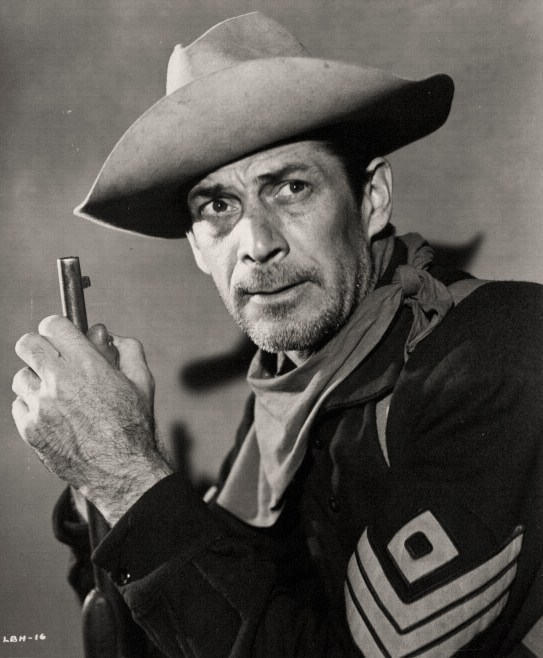
Dans La Rivière de la mort (1951, photo promotionnelle)

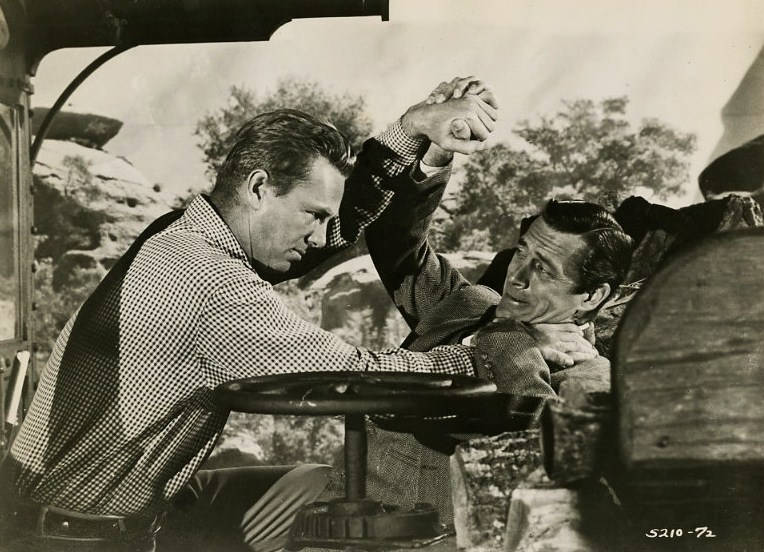
Avec Sterling Hayden (à g.), dans Kansas Pacific (1953, photo promotionnelle)

### Cinéma
- 1938 : Hollywood Stadium Mystery (en) de David Howard : Ralph Mortimer
- 1938 : Female Fugitive de William Nigh : Bruce Dunning
- 1938 : Bill Hickok le sauvage (en) (The Great Adventures of Wild Bill Hickcok)  de Sam Nelson et Mack V. Wright (serial) : Jim Blakely
- 1938 : Sunset Murder Case (en) de Louis J. Gasnier : Oliver Helton
- 1938 : Deux Camarades (Orphans of the Street) de John H. Auer
- 1939 : Au service de la loi (Sergeant Madden) de Josef von Sternberg : Un avocat
- 1939 : On demande le docteur Kildare (Calling Dr. Kildare) de Harold S. Bucquet : Tom Crandell
- 1939 : Témoin imprévu (en) (Stronger Than Desire) de Leslie Fenton
- 1939 : Mademoiselle et son bébé (Bachelor Mother) de Garson Kanin
- 1939 : Les Héros de Blank City (en) (Man from Montreal) de Christy Cabanne : Ross Montgomery alias L. R. Rawlins
- 1939 : Zorro et ses légionnaires (Zorro's Fighting Legion) de William Witney et John English (serial) : Don Diego de la Vega alias Zorro
- 1940 : Cette femme est mienne (I Take This Woman) de W. S. Van Dyke : Bob Hampton
- 1940 : Jack Pot (it) de Roy Rowland
- 1940 : Ski Patrol (en) de Lew Landers : Ivan Dubroski
- 1940 : Meet the Wildcat (en) d'Arthur Lubin : Barto
- 1940 : Mines de rien (The Bank Dick) d'Edward F. Cline : François
- 1940 : L'Appel des ailes (Flight Command) de Frank Borzage : L'aide de l'amiral
- 1941 : Le Capitaine Marvel (Adventures of Captain Marvel) de William Witney et John English (serial) : Rahman Bar
- 1941 : Sky Raiders (en) de Ford Beebe et Ray Taylor
- 1941 : La Belle Ensorceleuse (The Flame of New Orleans) de René Clair
- 1941 : La Danseuse des Folies Ziegfeld (Ziegfeld Girl) de Robert Z. Leonard
- 1941 : I'll Wait for You de Robert B. Sinclair
- 1941 : Whistling in the Dark de S. Sylvan Simon : Beau Smith
- 1941 : Unfinished Business de Gregory La Cava
- 1941 : Sea Raiders (en) de Ford Beebe et John Rawlins (serial) : Carl Tonjes
- 1941 : Rendez-vous d'amour (Appointment for Love) de William A. Seiter : Ferguson
- 1941 : Look Who's Laughing d'Allan Dwan
- 1941 : Road Agent (en) de Charles Lamont
- 1942 : Arizona Terrors de George Sherman : Jack Halliday alias Don Pedron de Berendo
- 1942 : The Bugle Sounds de S. Sylvan Simon et Richard Thorpe
- 1942 : Jail House Blues (en) d'Albert S. Rogell : Boston
- 1942 : Juke Box Jenny (en) de Harold Young
- 1942 : Le Mystère de Marie Roget (The Mystery of Marie Roget) de Phil Rosen : Officier de marine
- 1942 : Lady in a Jam de Gregory La Cava
- 1942 : Une femme cherche son destin (Now, Voyager) d'Irving Rapper : Henry Montague
- 1942 : Ma femme est une sorcière (I Married a Witch) de René Clair
- 1943 : Guadalcanal (Guadalcanal Diary) de Lewis Seiler : le correspondant de guerre / le narrateur
- 1944 : Four Jills in a Jeep de William A. Seiter
- 1944 : Roger Touhy, Gangster (en) : de Robert Florey : L'agent du FBI Boyden
- 1944 : Le Porte-avions X (Wing and a Prayer) d'Henry Hathaway : Le commodore O'Donnell
- 1944 : Le Président Wilson (wilson) de Henry King
- 1944 : Lona la sauvageonne (Rainbow Island) de Ralph Murphy : Le grand prêtre Kahuna
- 1944 : In the Meantime, Darling d'Otto Preminger : Major Phillips
- 1945 : Circumstantial Evidence (en) de John Larkin (en)
- 1945 : Broadway en folie (Diamond Horseshoe) de George Seaton
- 1945 : Don Juan Quilligan de Frank Tuttle
- 1945 : Capitaine Eddie (Captain Eddie) de Lloyd Bacon
- 1945 : Une cloche pour Adano (A Bell for Adano) d'Henry King : Le commodore Robertson
- 1945 : The Caribbean Mystery de Robert D. Webb : Dr René Marcel
- 1945 : La Maison de la 92e Rue (The House on 92nd Street) d'Henry Hathaway : Le narrateur
- 1945 : Péché mortel (Leave Her to Heaven) de John M. Stahl : Dr Mason
- 1945 : Doll Face de Lewis Seiler : Flo Hartman
- 1946 : Shock d'Alfred L. Werker : Le procureur général O'Neill
- 1946 : L'Impasse tragique (The Dark Corner) d'Henry Hathaway : Lieutenant Frank Reeves
- 1946 : It Shouldn't Happen to a Dog (en) de Herbert I. Leeds
- 1946 : If I'm Lucky (en) de Lewis Seiler
- 1946 : 13, rue Madeleine (13 Rue Madeleine) d'Henry Hathaway : Le narrateur
- 1947 : Boomerang ! d'Elia Kazan : Le narrateur
- 1947 : La Pièce maudite (The Brasher Doubloon) de John Brahm
- 1947 : Louisiana (en) de Phil Karlson
- 1947 : La Légende du Texas (en) (The Fabulous Texan) d'Edward Ludwig : Jessup
- 1947 : La Brigade du suicide (T-Men) d'Anthony Mann : Le narrateur
- 1947 : Capitaine de Castille (Captain from Castile) de Henry King : Juan Escudero
- 1948 : Le Justicier de la Sierra (Panhandle) de Lesley Selander : Matt Garson
- 1948 : The Man from Texas (en) de Leigh Jason
- 1948 : Le Rideau de fer (The Iron Curtain) de William A. Wellman : Le narrateur
- 1948 : Mon héros (A Southern Yankee) d'Edward Sedgwick : Fred Munsey
- 1948 : La Déesse de la jungle (en) (Jungle Goddess) de Lewis D. Collins
- 1948 : Furie sauvage (en) (The Return of Wildfire) de Ray Taylor et Paul Landres
- 1948 : Last of the Wild Horses (en) de Robert L. Lippert
- 1949 : J'ai tué Jesse James (I Shot Jesse James) de Samuel Fuller : Jesse James
- 1949 : Rimfire (en) de B. Reeves Eason : Le Kid d'Abilene
- 1949 : Grand Canyon (en) de Paul Landres
- 1950 : Les Cavaliers de la prairie (en) (Riders of the Range)  de Lesley Selander
- 1950 : Le Baron de l’Arizona (The Baron of Arizona) de Samuel Fuller : John Griff
- 1950 : Motor Patrol (en)  de Sam Newfield
- 1950 : A Modern Marriage (en)  de Paul Landres
- 1950 : Le Retour de Jesse James (en) (The Return of Jesse James)  d'Arthur Hilton
- 1950 : La Cité de l'épouvante (The Killer That Stalked New York) d’Earl McEvoy
- 1950 : Dallas, ville frontière (Dallas) de Stuart Heisler : Wild Bill Hickok
- 1951 : Insurance Investigator (en) de George Blair
- 1951 : La Rivière de la mort (Little Big Horn) de Charles Marquis Warren : Sergent-major Peter Grierson
- 1951 : Tonnerre sur le Pacifique (The Wild Blue Yonder) d'Allan Dwan
- 1952 : La Peur du scalp (The Half-Breed) de Stuart Gilmore : Frank Crawford
- 1953 : Kansas Pacific de Ray Nazarro : Bill Quantrill
- 1953 : La Femme qui faillit être lynchée (Woman They Almost Lynched) d'Allan Dwan : Bill Maris
- 1954 : La Tueuse de Las Vegas (Highway Dragnet) de Nathan Juran : lieutenant-détective Joe White Eagle
- 1954 : Hazard House de Harold Daniels
- 1955 : Le Pacte des tueurs (Big House U.S.A.) d'Howard W. Koch : L'agent du FBI James Madden
- 1956 : God Is in the Streets
- 1961 : Il a suffi d'une nuit (All in a Night's Work) de Joseph Anthony : Général Pettiford
- 1964 : Moro Witch Doctor d'Eddie Romero : Robert Collins
- 1965 : Young Dillinger (en) de Terry O. Morse : L'agent fédéral Parker
- 1967 : L'Affaire Al Capone (The St. Valentine's Day Massacre) de Roger Corman : Hymie Weiss
- 1971 : Brain of Blood (en) d'Al Adamson : Amir

### Télévision
(séries, sauf mention contraire)
- 1951-1953 : Racket Squad (en)

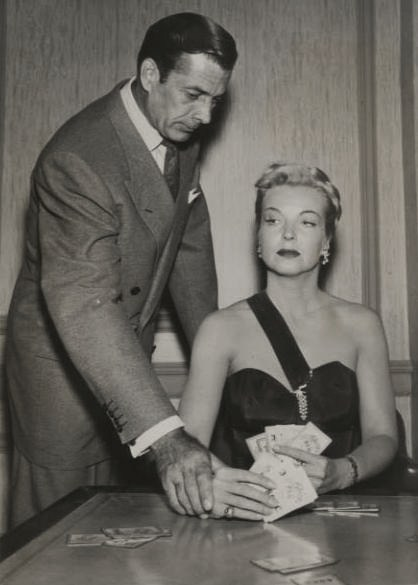
Avec Hillary Brooke, dans Racket Squad, épisode The Case of Lady Luck (1953, photo promotionnelle)

  - Saisons 1 à 3, 98 épisodes (intégrale) : Capitaine John Braddock
- 1954-1955 : The Public Defender
  - Saisons 1 et 2, 69 épisodes (intégrale) : Bart Matthews
- 1958 : La Grande Caravane (Wagon Train)
  - Saison 1, épisode 39 The Sacramento Story : Mort Galvin
- 1958 : Bat Masterson
  - Saison 1, épisode 3 Dynamite Blows Two Ways de Bernard Girard : Raoul Cummings
- 1959 : Rawhide
  - Saison 1, épisode 21 No Man's Land (Incident in No Man's Land) de Jack Arnold : Clément
- 1964 : Perry Mason, première série
  - Saison 8, épisode 9 The Case of the Tragic Trophy de Richard Donner : Le médecin légiste
- 1967 : Hondo
  - Saison unique, épisode 13 Le Troupeau de la mort (Hondo and the Death Drive) de William Witney : Morgan Slade
- 1969 : Les Arpents verts (Green Acres)
  - Saison 4, épisode 19 Economy Flight to Washington de Richard L. Bare : Le pilote
- 1971 : Men of Crisis: The Harvey Wallinger Story, téléfilm (court métrage) de Woody Allen : Le narrateur